# Mike Day
Mike Day (ur. 9 października 1984) – amerykański kolarz startujący w konkurencji BMX, wicemistrz olimpijski, trzykrotny medalista mistrzostw świata.
Największym sukcesem zawodnika jest srebrny medal igrzysk olimpijskich w Pekinie w 2008 roku oraz dwa wicemistrzostwa świata (2005, 2009).